# Burbacher Waldweiher
Der Burbacher Waldweiher ist ein Weiher in Saarbrücken. Er wird vom nordöstlich kommenden Burbach gespeist.

## Lage
Der Weiher liegt im Saarbrücker Stadtteil Burbach. Er liegt nördlich des Stadtrands am Beginn des Saarkohlenwaldes. Zwei Kilometer nördlich liegt die Siedlung Von der Heydt.

## Geschichte
Im unteren Tal des Burbachs, der früher den Namen Weyerbach trug, wurden bis in die 1960er Jahre Müll und Schutt abgeladen. 1959 erreichten die Ablagerungen eine Höhe von 11 Metern über dem Weyerbachgrund. 1961 wurde beschlossen, das Ablagern bis September des Jahres zu beenden und ein Industriegelände sowie einen kleinen Stausee mit Erholungsflächen anzulegen. Die Mittel für die Anlage des Waldweihers wurden jedoch erst 1967 bereitgestellt, um als erstes ein Überlaufbauwerk am Ausgang des Tales zu errichten. Die Arbeiten für das Überlaufbauwerk wurden im Spätsommer 1967 durchgeführt. Nach der Bespannung, d. h. nach der Befüllung der vorgesehenen Fläche mit dem zufließenden Wasser des Weyerbachs, wurde das Erholungsgebiet am 4. September 1968 durch Bürgermeister Haßdenteufel offiziell eröffnet.
Anfang August 1971 wurde am Westufer des Weihers eine Schutzhütte in Blockhausbauweise errichtet, die jedoch mehrfach in Brand gesetzt und wieder aufgebaut werden musste.

## Freizeitmöglichkeiten
Am Weiher liegen die Gaststätte Fischerhütte und eine Grillhütte. Es gibt einen Rundwanderweg mit aufgestellten Ruhebänken. Am Weiher kann geangelt werden.

## Naturschutz
Einige Areale des Weihers sind als Schongebiet ausgewiesen. Im Umfeld können Fledermäuse beobachtet werden.